# عيسى مخلوف
عيسى مخلوف كاتب وشاعر ومترجم لبناني مقيم في باريس. درس في جامعة «السوربون» وحاز منها على شهادة الدكتوراه في الأنتروبولوجيا الثقافية والاجتماعية، وهو يعيش على مفترق بين الثقافات المختلفة. له مؤلفات عدة في الأدب (شعراً ونثراً)، وفي البحث، وقد نقل إلى اللغة العربيّة الكثير من النصوص الأدبية والفكرية من اللغتين الفرنسيّة  والإسبانية ومنها مسرحية «مهاجر بريسبان» لجورج شحادة.
عمل مديراً للأخبار في «إذاعة الشرق» في باريس، وكان قد عمل في «النهار العربي والدولي» وأشرف على القسم الثقافي في مجلة «اليوم السابع». عمل كذلك كأمين للتحرير في مجلّة «مواقف» من العام 1992 حتى العام 1994.
كما عمل مستشاراً خاصاً للشؤون الاجتماعية والثقافية في منظمة الأمم المتحدة، في إطار الدورة الحادية والستين للجمعية العامة (2006-2007).

## آراؤه
لم ينتقد مخلوف ما وصف «بالاستبداد الذي أحكم قبضته على لبنان منذ الحرب الأهلية، مضافا إليه النظام الطائفي المتخلف، انقضا ويستمران في الانقضاض بصورة منظمة على هامش الحرية الذي ميز لبنان يوما ضمن محيطه وفي العالم. في هذا السياق، قتل عدد كبير من المفكرين والكتاب والإعلاميين اللبنانيين، وآخرهم الكاتب والباحث والناشر لقمان سليم. هذه الاغتيالات السياسية من العوامل التي تجرد بيروت من دورها ومن حضورها الحي الذي عرفت به، وتجعلها تلتحق بركب الدول الاستبدادية التي تخون أي حر مختلف، وتتهمه بالعمالة للخارج تمهيدا لتصفيته». دعم مخلوف ثورة 17 تشرين ووصفها ب«لحظة تاريخية مهمة في تاريخ لبنان الحديث، لتغيير النظام الطائفي القائم على الفساد والزبائنية والمحسوبيات والمولد لحروب أهلية، وبناء دولة علمانية ديمقراطية تستوعب تكوين لبنان المتعدد وتصونه وتفجر طاقاته الإيجابية»..
يرجع مخلوف الفضل في ما وصفه بانفتاحه إلى العالم من زوايا مختلفة إلى تعدد اللغات التي يتقنها. يقول مخلوف أن «اللغات والثقافات علمته أن ليس هناك فكرة واحدة بل ملايين الأفكار، وأن ليس هناك دين واحد، بل آلاف الأديان، وأن ليست هناك نظرية ورؤية واحدة بل آلاف الرؤى، فهكذا تتوقف الحروب عند قبول الآخر والأفكار المختلفة».
يرى مخلوف -المقيم في باريس- أن الاهتمام بالثقافة يقل على المستوى العام، وأن الثقافة ليست كما كانت عليه في الثمانينات، وعدد المفكرين والفلاسفة ينحسر. لكن «تبقى هناك مؤسسات ثقافية في فرنسا تجعل ماكينة الثقافة مستمرة على الدوام، مثل متحف اللوفر ومركز بومبيدو، ويمكن القول أن ميزانية الثقافة الفرنسية تشبه ميزانية وزارة الدفاع».

## المؤلفات
هذه قائمة بأغلب مؤلفاته:

### الشعر والنثر والمسرح
- «نجمة أمام الموت أبطأت»، دار النهار للنشر، بيروت 1981.[7]
- «تماثيل في وضح النهار»، دار أبعاد، بيروت 1984[8]
- «عزلة الذهب»، دار أبعاد، بيروت 1992.[9]
- «هيامات» (نقلها إلى الفرنسيّة جمال الدين بن شيخ واقترن بها ست محفورات للفنان التشكيلي أسادور)، دار أندريه بيرين، باريس 1993.
- «عين السراب»، دار النهار للنشر، بيروت 2000.[10] (الترجمة الفرنسية للكتاب صدرت تحت عنوان «سرابات» عن دار «جوزيه كورتي» في باريس عام 2004. وصدرت الترجمة الإسبانية عن دار «مونتي أفيلا»، كراكاس 2007، كما صدرت الترجمة الإنجليزية عام 2015، عن دار «بوست أبولو برس».
- «رسالة إلى الأختين»، دار النهار للنشر، بيروت 2004.[11] نقله إلى الفرنسية عبد اللطيف اللعبي وصدر عن دار «جوزيه كورتي» في باريس عام 2008.
- «مدينة في السماء»، دار التنوير، بيروت 2012.[12] (صدرت الترجمة الفرنسيّة عن دار جوزيه كورتي في باريس عام 2014، وقد أنجزها فيليب فيغرو).
- “نامت أحلامهم وتأرجحت على الموج” دار «امبريفو»(دي 2016)(نقله إلى الفرنسية نبيل الأظن).
- “أمواج”باللغات العربية والفرنسية والإسبانية (واكب صدور هذا الكتاب الفني

```
معرض «الموسيقى العربية» في مدينة الموسيقى في باريس 2018)
[
2
]
```

- ”أقنعة الغربة” باللغتين العربية والإسبانية ماتشويلو (طليطلة 2018)[2]
- “ما سوف يبقى”، عن دار التنوير، بيروت 2019.[13]
- «ضفاف أخرى»، وهو عبارة عن حوار طويل أجراه معه الشاعر العراقي علي محمود خضير، دار الرافدين، 2021.[14]

### المسرح
- «قدّام باب السفارة الليلْ كانْ طويلْ»، بالاشتراك مع نضال الأشقر. قُدِّمَت في «مسرح المدينة» في بيروت، خريف 2008، ثم في بعض الدول العربية والأوروبية.

### البحث
- «بيروت أو الافتتان بالموت» (بالفرنسية)، دار «لاباسيون»، باريس 1988.[15]
- «الأحلام المشرقية/بورخس في متاهات ألف ليلة وليلة» (دراسة وترجمة)، دار النهار للنشر، بيروت 1996.[16]
- «تفاحة الفردوس/تساؤلات حول الثقافة المعاصرة»، «المركز الثقافي العربي»، بيروت 2006.[17]

### الترجمة
- «قصص من أميركا اللاتينية» (عن الإسبانية)، مؤسّسة الأبحاث العربية، بيروت 1985.[18]
- «البتراء/ كلام الحجر» (عن الفرنسية)، دار المدى، عمّان 1993.
- «مهاجر بريسبان»، مسرحية لجورج شحادة، صيف 2004.
- "غابة الحبّ فينا لأدونيس (عن العربيّة)، بالاشتراك مع فينوس خوري غاتا، منشورات مركور دو فرانس، باريس 2009.
- «فان غوغ منتحر المجتمع»، عن الفرنسية للكاتب أنطونان أرتو، 2021.[19]

## الجوائز
- جائزة ماكس جاكوب الفرنسية (2009) عن كتابه «رسالة إلى الأختين».[20]

## وصلات خارجية
- الموقع الرسمي
- مقالاته في جريدة الأخبار
- مقالاته في مجلة بدايات